# اس‌ام یوسی-۵۰
اس‌ام یوسی-۵۰ (به انگلیسی: SM UC-50) یک زیردریایی بود که طول آن ۱۷۲ فوت ۱۱ اینچ (۵۲٫۷۱ متر) بود. این زیردریایی در سال ۱۹۱۶ ساخته شد.